# ヨウ化銀(I)
ヨウ化銀(I)（ヨウかぎん いち、英: silver(I) iodide）は、無機化合物の一種で、化学式が AgI と表される銀(I) のヨウ化物である。天然にはヨウ化銀鉱(Iodargyrite)、またはミュース石(Miersite)として存在することもあるが、産出は稀である。

## 製法
光を遮断した状態で、硝酸銀(I)水溶液にヨウ化カリウム水溶液を加えると沈殿が生成する。
{\displaystyle {\ce {Ag^+(aq)\ + I^-(aq) -> AgI}}}

## 性質
組成式は AgI。式量234.77、融点552 °C、沸点1506 °Cの黄色の粉末で、光を浴びると光化学反応をおこし、黄緑色を経て黒色化する。これを利用し、臭化銀(I)と同様に、写真の感光剤にも使われている。
結晶構造が氷に似ているため、水が結晶する際の種となりやすい。そのため、ヨウ化銀(I)の粒子を大気中に散布すると、それを核にして雲が発生する。そのため、人工降雨の用途に使われている。ヨウ化銀(I)には毒性があるが、人工降雨に使用される量は非常に微量であり異常摂取でもしない限り人体に影響を与えるほどではない。
水にはほとんど溶けないが、アルカリ金属のシアン化物やヨウ化物、チオ硫酸ナトリウム (Na2S2O3) の水溶液には錯体を作って溶ける。
{\displaystyle {\ce {AgI\ +2CN^{-}\ \rightleftarrows \ {[Ag(CN)2]^{-}}\ +I^{-}\ ,}}} {\displaystyle K=3\times 10^{4}}
{\displaystyle {\ce {AgI\ +3I^{-}\ \rightleftarrows \ [AgI4]^{3-}\ ,}}} {\displaystyle K=2\times 10^{-2}}
{\displaystyle {\ce {AgI\ +2S2O3^{2-}\ \rightleftarrows \ [Ag(S2O3)2]^{3-}\ +I^{-}\ ,}}} {\displaystyle K=3\times 10^{-3}}
一方、臭化銀(I)や塩化銀(I)と異なり、錯生成能力の弱いアンモニア水にはほとんど溶けない。
{\displaystyle {\ce {AgI\ +2NH3\ \rightleftarrows \ [Ag(NH3)2]+\ +I^{-}\ ,}}} {\displaystyle K=2\times 10^{-9}}
溶解度積はハロゲン化銀中最も小さく以下の通りであり、これはモル体積が大きいことと、HSAB則ではAg+、I−共にソフトであり、結果的に Ag-I 結合がかなり共有結合性を帯びることによる。
{\displaystyle {\ce {AgI\ \rightleftarrows \ Ag^{+}(aq)\ +I^{-}(aq)\ ,}}} {\displaystyle K=1\times 10^{-16}}

## 結晶構造
固体には3種類の多形が知られ、室温から137 °Cまでは立方晶系のγ型、137 °Cから146 °Cまでは六方晶系のβ型、146 °Cから融点までは立方晶系のα型が安定であるが相互の相転移速度は遅く、水溶液から沈殿により生成したものはこれらの多形の混合物である。文献によっては室温の安定型をα型、146 °C以上の高温安定型をγ型とするものもある。
結晶はγ型は閃亜鉛鉱型構造であり、その格子定数はa = 6.48 Å、β型はウルツ鉱型構造で、その格子定数はa = 4.59 Å、c = 7.52 Å、α型はヨウ素原子が体心立方構造をとり、その間に不規則に銀原子が配置した構造で、その格子定数はa = 5.03 Åである。